# Црква Шогакат
Црква Шокагат (јерм. Շողակաթ եկեղեցի; у преводу зрак светлости, због зрака светлости која је сишла са неба на Свету Хрипсиму мученицу) јерменска је црква коју је саградио принц Агхамал Соротеци 1694. године за време католикоса Нахабеда I у граду Ечмијадзин.
Црква се налази на светом месту где је група неименованих редовница, следбеница Свeте Гајане и Свете Хрипсиме, поднеле мучеништво, за време покрштавања Јермена 301. године.
Црква Шокагат, заједно са неколико оближњих локалитета (Катедрала и цркве Ечмијадзина и археолошки локалитет Звартноц), заштићена је и уврштена на УНЕСКО-в списак Светске баштине у Азији и Аустралазији 2000. године.

## Одлике
Црква Шокагат је засвођена једнобродна базилика са полукружном источном апсидом. Неки делови зида апсиде потичу из 5. века. Као и у неким другим средњовековним јерменским црквама, тамбур и купола се налазе изван средишта, према западу. Главни портал води у унутрашњост из отворене галерије везане на западни зид. Други мањи портал је на јужном зиду. Мало украса краси главни део цркве, осим геометријског узорка који је око средњег дела спољне стране тамбура, неки хачкари уграђени у горњим зидовима и геометријски унакрсан дизајн на спољном источном зиду розете и два мала крста у облику прозора, који омогућавају светло у апсиди цркве.